# Alfacam

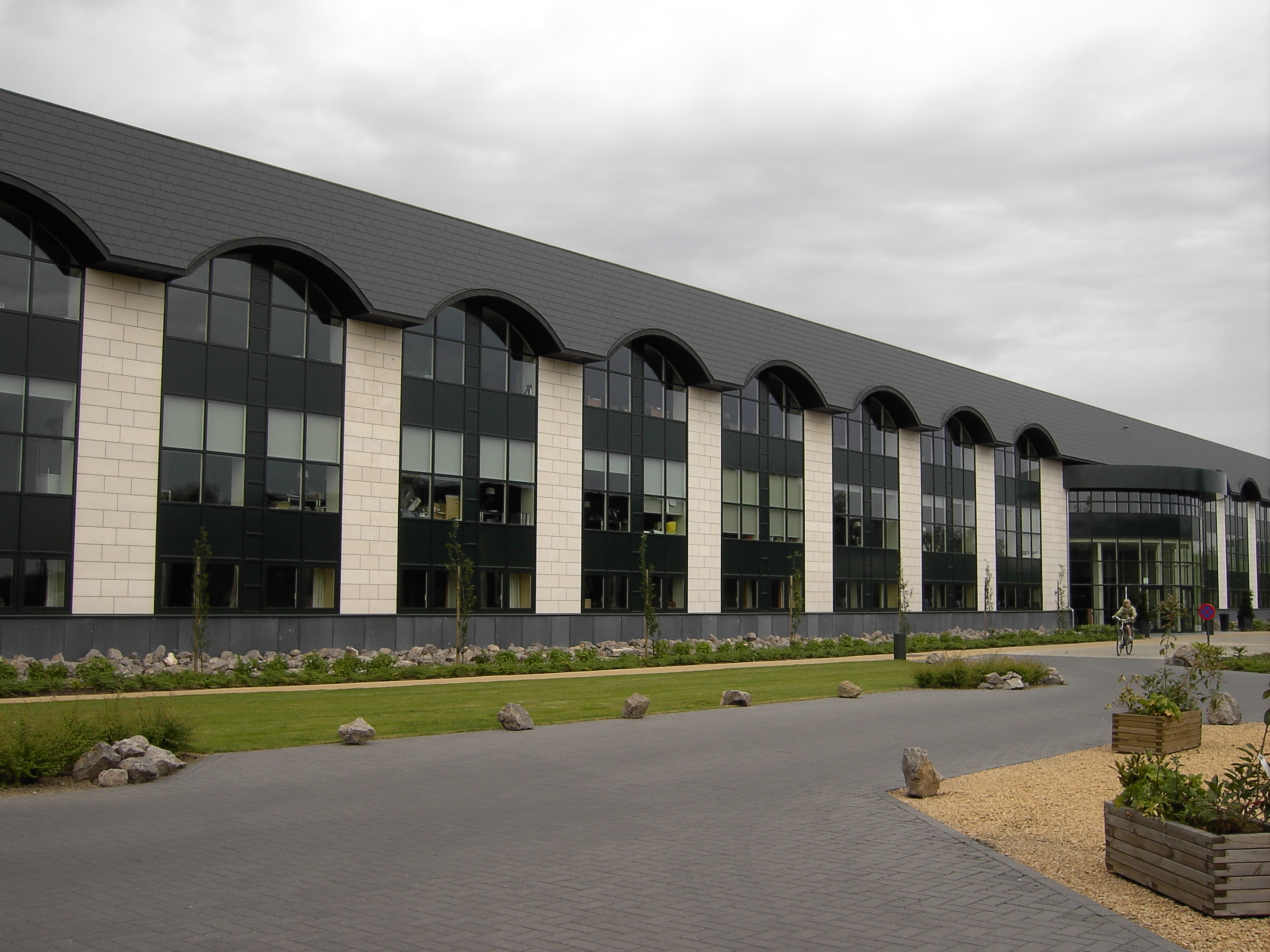
Gebouw van Alfacam

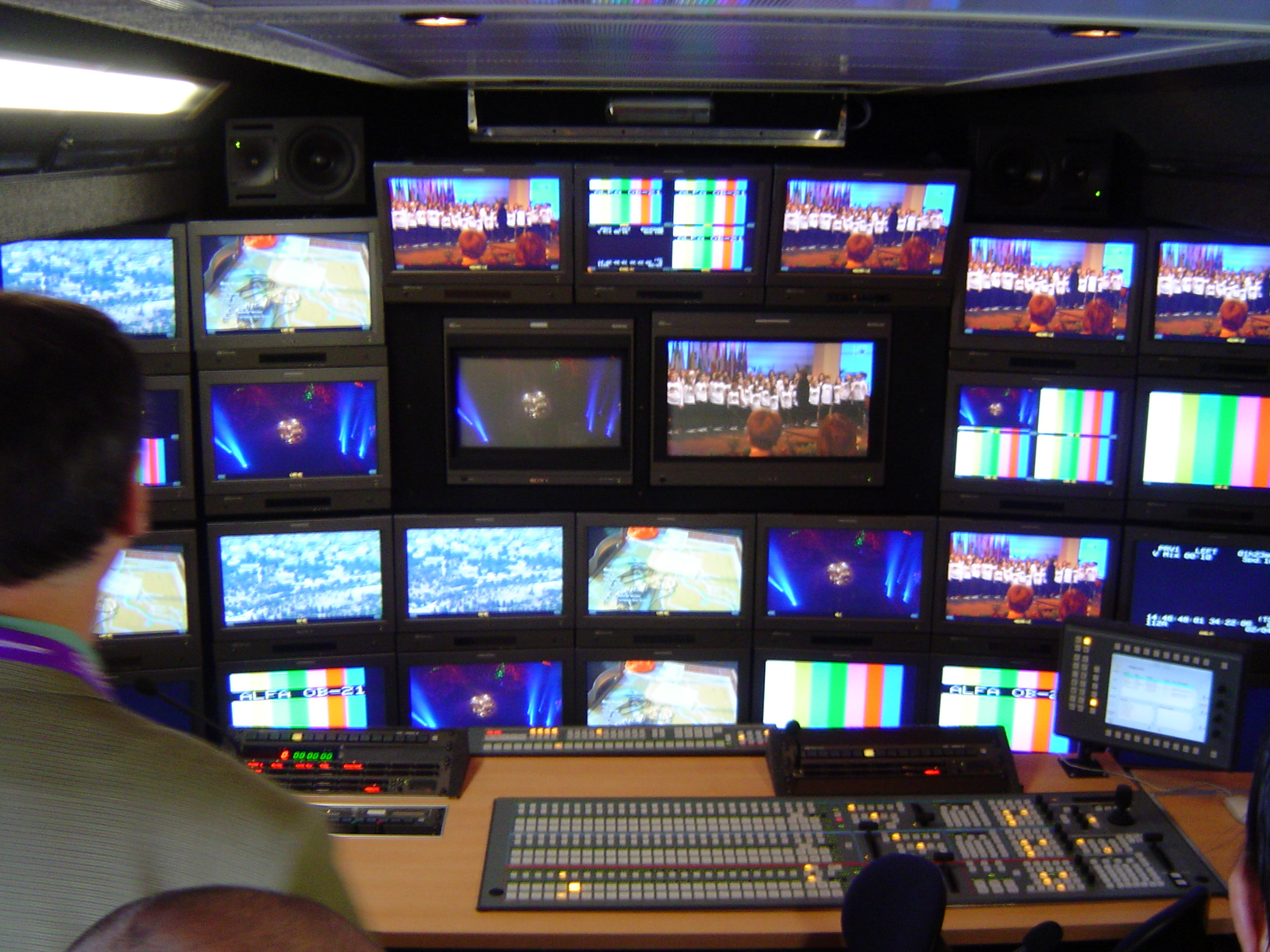
Een kijkje in een OBV van Alfacam

Alfacam was een Belgisch bedrijf dat tv-facilitaire diensten aan televisiemaatschappijen en productiehuizen leverde. Het bedrijf was gevestigd te Lint in de provincie Antwerpen.

## Geschiedenis
Alfacam werd opgericht in 1985 en was een pionier inzake hdtv in Europa. In 2008 was Alfacam in het bezit van 27 OBV's die konden worden ingezet over de gehele wereld. Overzee waren ze te vinden bij WK voetbal 2002 (Korea/Japan), Euro 2004 (Portugal). Maar ook op de Olympische Spelen in Athene en Turijn was Alfacam aanwezig. Speciaal voor het voetbalevenement in Korea/Japan werden een aantal OBV's op scheepstransport gezet richting Japan. Voor de Olympische Spelen van 2008 heeft het bedrijf tv-facilitaire diensten geleverd, en ook voor de Olympische (Zomer)spelen van 2010 in Vancouver en 2012 in Londen heeft het bedrijf ook tv-facilitaire diensten geleverd.

## Activiteiten
Naast belangrijke kampioenschappen en sportwedstrijden nam Alfacam ook opera's en concerten op in HD-kwaliteit, bijvoorbeeld van Robbie Williams, Kane, Tiesto en het Weense nieuwjaarsconcert. Het bedrijf had ook al een aantal keren het camerawerk van het Eurovisiesongfestival op zich mogen nemen.
Alfacam bezat naast de OBV's ook een eigen een studiocomplex (Eurocam Media Center) waar onder andere TMF Vlaanderen en Euro1080, een zusterbedrijf van Alfacam, gebruik van maakten.
Ook heel wat programma's van de Vlaamse openbare omroep VRT worden/werden hier opgenomen. Zo hebben Steracteur Sterartiest, 1 jaar gratis, De Provincieshow de revue gepasseerd. Ook de eerste MIA's werden hier opgenomen, net als het VTM-programma Sterren op het ijs werd hier opgenomen. Hiervoor werd een hele studio op temperatuur gebracht zodat er ijs kon liggen.

### WK voetbal 2010 Zuid-Afrika
Voor het wereldkampioenschap voetbal van 2010 in Zuid-Afrika leverde Alfacam 155 technici en 170 camera's. Van dit kampioenschap zonden zij 29 van de 64 wedstrijden uit.

## Faillissement
In 2012 kwam het bedrijf in financiële moeilijkheden, en uiteindelijk ging het op 19 april 2013 failliet nadat geen overnemer werd gevonden.
Alfacam verkeerde al enige tijd in diepe moeilijkheden. Eerder waren onderhandelingen over een overname door de Indiase groep Hinduja afgesprongen. Ook de vier grootbanken maakten bekend dat ze niet langer uitstel van betaling willen verlenen aan het mediabedrijf. Bij Alfacam werkten 120 mensen. Het bedrijf kwam in de problemen door het mislukken van de tv-zender Exqi, en traag betalende klanten in landen waar Alfacam nieuwe filialen had geopend.
Bij Alfacam zat bijna 60% van de aandelen rechtstreeks of onrechtstreeks bij oprichter Gabriel Fehervari en zijn echtgenote. Ook ING (2,5%) en GIMV (12%) bezaten aandelen. De rest zat verspreid op de beurs Euronext Brussel.
Het Vlaams Gewest had voor 16,4 miljoen euro waarborgen verstrekt aan Alfacam. Dat gebeurde via Gigarant, een Vlaams fonds voor waarborgen aan kmo's.
Vlaams minister-president Kris Peeters (CD&V) zei eerder dat een faillissement "geen onmiddellijke gevolgen voor de belastingbetaler heeft".
Begin 2014 werden de gebouwen in Lint overgekocht door AED Group, die er de AED Studios vestigde.

## Trivia
- In mei 2007 werd op het dak de op dat ogenblik grootste zonnepaneelinstallatie in België geïnstalleerd: 5600 m² groot en een vermogen van 340 kWp (kilowattpiek). De 1927 fotovoltaïsche panelen produceren jaarlijks enerzijds 270 000 kWh aan elektriciteit - het verbruik van ongeveer 70 gezinnen - en voorkomen anderzijds 135 tot 200 ton CO2-uitstoot (zoals het geval zou zijn bij een traditionele elektriciteitscentrale).[5][6] Installaties op de daken van Flanders Expo en Katoen Natie overtroffen nadien de grootte van deze installatie.